# Episodi di Giudice di notte (quarta stagione)
La quarta stagione della serie televisiva Giudice di notte è stata trasmessa in anteprima negli Stati Uniti d'America dalla NBC tra il 2 ottobre 1986 e il 6 maggio 1987.
| nº | Titolo originale                 | Titolo italiano | Prima TV USA     | Prima TV Italia |
| -- | -------------------------------- | --------------- | ---------------- | --------------- |
| 1  | The Next Voice You Hear...       |                 | 2 ottobre 1986   |                 |
| 2  | Giving Thanks                    |                 | 9 ottobre 1986   |                 |
| 3  | Author, Author                   |                 | 16 ottobre 1986  |                 |
| 4  | Halloween II: The Return of Leon |                 | 30 ottobre 1986  |                 |
| 5  | Dan's Operation (Part 1)         |                 | 6 novembre 1986  |                 |
| 6  | Dan's Operation (Part 2)         |                 | 13 novembre 1986 |                 |
| 7  | The New Judge                    |                 | 20 novembre 1986 |                 |
| 8  | Contempt of Courting             |                 | 27 novembre 1986 |                 |
| 9  | Earthquake                       |                 | 4 dicembre 1986  |                 |
| 10 | Prince of a Guy                  |                 | 11 dicembre 1986 |                 |
| 11 | New Year's Leave                 |                 | 18 dicembre 1986 |                 |
| 12 | Murder                           |                 | 8 gennaio 1987   |                 |
| 13 | Baby Talk                        |                 | 15 gennaio 1987  |                 |
| 14 | The Modest Proposal              |                 | 29 gennaio 1987  |                 |
| 15 | A Day in the Life                |                 | 5 febbraio 1987  |                 |
| 16 | Rabid                            |                 | 12 febbraio 1987 |                 |
| 17 | Christine's Friend               |                 | 19 febbraio 1987 |                 |
| 18 | Caught Red Handed                |                 | 26 febbraio 1987 |                 |
| 19 | Paternity                        |                 | 18 marzo 1987    |                 |
| 20 | Here's to You, Mrs. Robinson     |                 | 25 marzo 1987    |                 |
| 21 | Her Honor (Part 1)               |                 | 29 aprile 1987   |                 |
| 22 | Her Honor (Part 2)               |                 | 6 maggio 1987    |                 |